# Liste des villes jumelées d'Autriche

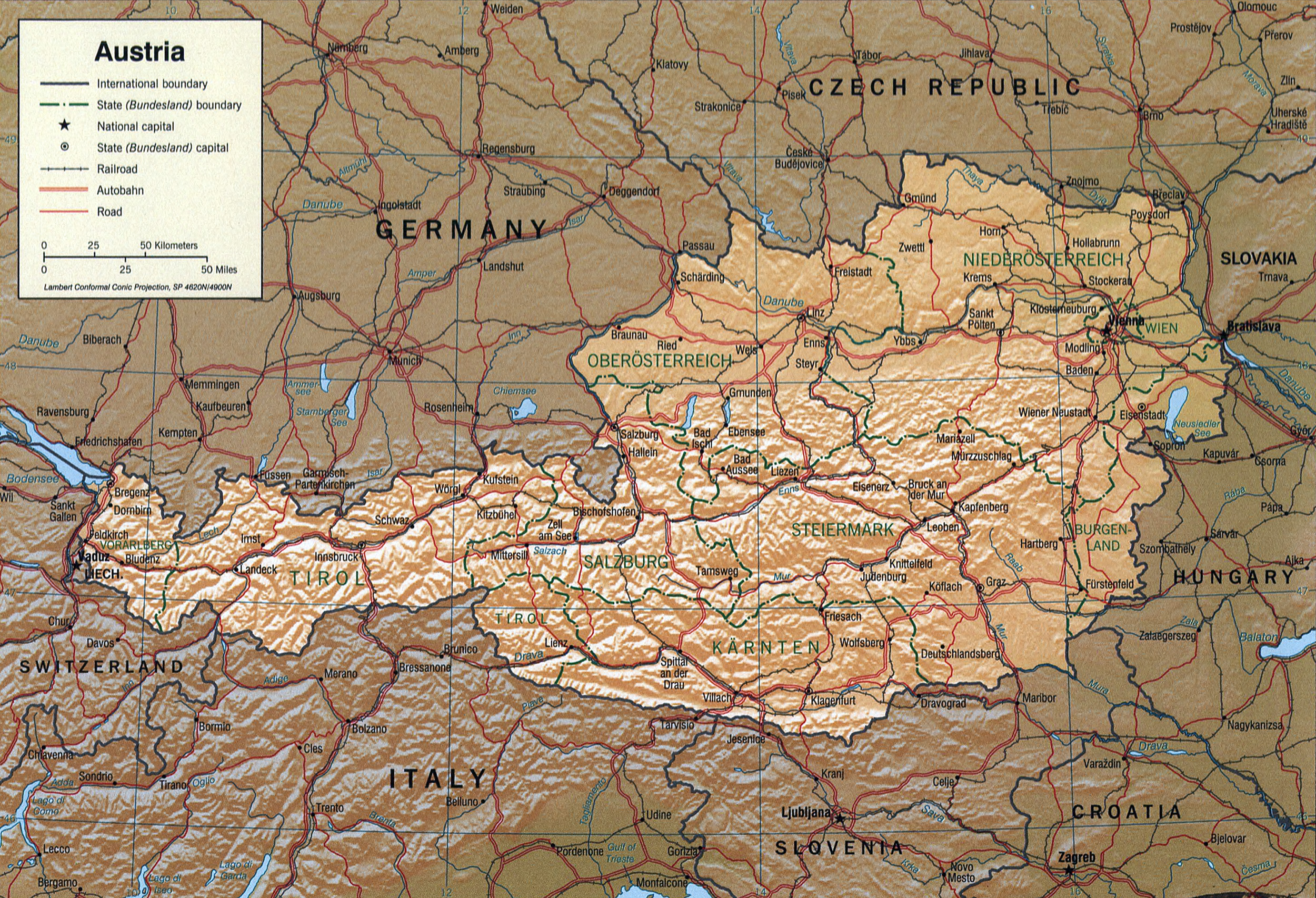
Carte d'Autriche.

Ceci est la liste des villes jumelées d'Autriche ayant des liens permanents avec des communautés locales dans d'autres pays. Dans la plupart des cas, l'association, en particulier lorsqu'elle a été officialisée par le gouvernement local, est connue comme « jumelage » (même si d'autres termes, tels que villes partenaires, Sister Cities, ou municipalités de l'amitié sont parfois utilisés). La plupart des entités géographiques citées sont des villes, mais la liste comprend aussi des villages, des villes, des districts, comtés, etc., avec des liens similaires.
Certains de ces partenariats ont un fond historique qui remonte à l'époque de l'empire d’Autriche. La liste comprend les villes jumelles et cités-sœur (Partnergemeinden ou Partnerstädte) de villes en Autriche liés par des accords de jumelage (Städtepartnerschaft ou Gemeindepartnerschaft) ou des accords d'amitié (Freundschaft).

## Bundesländer(États)

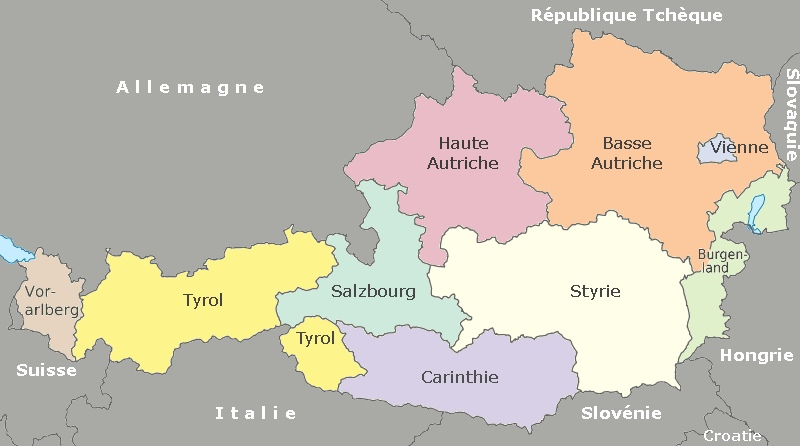
Cartes des États autrichiens

- Basse-Autriche (Niederösterreich), dont la capitale est Sankt Pölten;
- Burgenland, dont la capitale est Eisenstadt ;
- Carinthie (Kärnten), dont la capitale est Klagenfurt (Klagenfurt am Wörthersee) ;
- Haute-Autriche (Oberösterreich), dont la capitale est Linz ;
- Salzbourg (Salzbourg), dont la capitale est Salzbourg ;
- Styrie (Steiermark), dont la capitale est Graz ;
- Tyrol (Tirol) dont la capitale est Innsbruck ;
- Vienne (Wien), ville-land et capitale fédérale ;
- Vorarlberg, dont la capitale est Brégence.

- Haut – A
- B
- C
- D
- E
- F
- G
- H
- I
- J
- K
- L
- M
- N
- O
- P
- Q
- R
- S
- T
- U
- V
- W
- X
- Y
- Z

## I

### Innsbruck, Tyrol
- Cracovie, Pologne[1]

### Judenburg, Styrie
Judenburg est membre du Douzelage, une association de villes jumelées de 27 villes au travers de l'Union européenne. Ce jumelage actif a commencé en 1991 et il y a des événements réguliers, comme un marché de produits de chacun des autres pays et des festivals,.
| - Altea, Espagne - Bad Kötzting, Allemagne - Bellagio, Italie - Bundoran, Irlande - Chojna, Pologne - Granville, France - Holstebro, Danemark - Houffalize, Belgique - Agros, Chypre | - Karkkila, Finlande - Kőszeg, Hongrie - Marsaskala, Malte - Meerssen, Pays-Bas - Niederanven, Luxembourg - Oxelösund, Suède - Prienai, Lituanie - Siret, Roumanie - Tryavna, Bulgarie | - Préveza, Grèce - Sesimbra, Portugal - Sherborne, Royaume-Uni - Sigulda, Lettonie - Sušice, République tchèque - Türi, Estonie - Zvolen, Slovaquie - Škofja Loka, Slovénie |

## S

### Sankt Pölten, Basse-Autriche
- Brno, République tchèque[4]

## V

### Vienne, Vienne
En règle générale la ville de Vienne ne signe aucun accord de jumelage avec d'autres villes. Vienne n'a que des partenariats, en général limités dans le temps et renouvelables, concernant des coopérations sur des points spécifiques.
Le quartier viennois de Leopoldstadt et l'arrondissement de  Brooklyn de la ville de New York ont conclu un partenariat en 2007.

## Sources
- (en) Cet article est partiellement ou en totalité issu de l’article de Wikipédia en anglais intitulé « List of twin towns and sister cities in Austria » (voir la liste des auteurs).